# K. K. Downing
Kenneth „K. K.“ Downing mladší (* 27. října 1951, West Bromwich, Anglie) je britský kytarista skupiny KK's Priest. Nejvíce známý svým dlouholetým působením v heavymetalové kapele Judas Priest, kterou založil se svým spolužákem Ianem Hillem.
V patnácti odešel ze školy, poté byl v šestnácti letech vyhozen z domova a od té doby se svými rodiči údajně nemluvil; Kenneth pochází z dělnické rodiny a první kytaru si koupil v šestnácti letech.
Je známý pro svá divoká sóla, perfektní rytmus a kytarové duety s Glennem Tiptonem. Přezdívku „K. K.“ získal poté, co jedna dánská dívka během turné Judas Priest po severní Evropě nemohla vyslovit jeho jméno. Mezi jeho oblíbené interprety patří Van Halen, Yngwie Malmsteen, Steve Vai, Joe Satriani a Jimi Hendrix.
Citát: „Hráli jsme svoji roli v hudební historii a to je víc než si může kterýkoli hudebník přát.“
Napsal song 'Deep Freeze' z Rocka Rolla a na albu Turbo složil hudbu k písním 'Wild Nights, Hot & Crazy Days' a 'Hot for Love'.
Downing v září 2021 ve městě Wolverhampton otevřel hudební klub s názvem KK's Steel Mill, který pojme přes 3 000 lidí.

## Odchod z Judas Priest
Downing odešel ze skupiny Judas Priest v dubnu 2011 po 42 letech od založení skupiny. Důvod odchodu ze skupiny po dlouhý době byl pokračující rozpad a zhoršení pracovních vztahů mezi Downingem, některými členy kapely a managementem.
Downing řekl: "Děly se určité věci. Jen jsem cítil, že někteří kluci v kapele více procházejí jakýmsi pohybem. 'Protože jsem klukům vždycky říkal: 'Podívejte, čím jsme starší, tím mladšeji musíme hrát.“ Držím se tohoto pravidla. Ale nestalo se to. Glenn Tipton pil pár piv před a během show na pódiu, takže z hudebního hlediska jsem se trochu cítil nervózně a Rob Halford četl všechny své texty z telepromptů a podobně, takže jsem neměl pocit, že se spojuje s publikem tak, jak by měla jako předskokanská skupina. A to vedlo taky ke Scottovi Travisovi, vypadal docela znuděně pokaždé, když jsem se na něj rozhlédl. A tak to byl hlavní faktor. Plus to, po dlouhou dobu, jsem nebyl spokojený s vnitřními věcmi, s tím, jak se rozhodovalo a kdo je dělal, a podobně. A navíc si začnete myslet: ‚Udělal jsem strašně moc obětí.‘... Neměl jsem děti a na tolik let jsem o sebe připravil svou rodinu. Byl jsem pryč, když všichni mí prarodiče zemřeli. Vždy jsem byl míle a míle daleko. A s mámou a podobnými věcmi jsem si jen myslel, že jim chci něco vrátit – část mě – než pro ně bude příliš pozdě nebo se něco stane.“
Po jeho odchodu jediný, kdo mu uznal odchod a popřál hodně štěstí a všechno dobré do budoucna byl bubeník Scott Travis. Ale Downing je zklamaný hlavně vztahu s baskytaristou Ianem Hillem, protože ho zná od dětství a pro Downinga byl jako bratr. A nechápe co Iana k tomu vůbec vedlo.
Také popsal rozdíl spolupráce mezi kytaristy Tiptonem a A.J. Millsem z KK's Priest. Downing dodal, že cítil, že nemá svůj spravedlivý podíl na vedoucí práci v Judas Priest, tak jak by měl. Downing řekl: "Myslím, že se v průběhu let vloudil kámen sváru, opravdu jsem neměl pocit, že mám svůj spravedlivý podíl hlavní práce v Judas Priest. A na albu Sermons of The Sinner je zaplaveno tím, co si rád myslím, že je spousta skvělé kytarové spolupráce, ale je to tak nějak rovnoměrněji sdílené mezi mnou a Millsem, protože tak se mi to líbí. Protože když publikum vidí kapelu, nechce vidět jen kytaristu a podpůrného kytaristu. Chtějí vidět dva kluky, kteří to dokážou pořádně roztrhat dohromady, kteří mají vedoucí schopnosti. Takže to je to, co se stane na této desce, a to se stane i naživo."
Downing prozradil sobecké rozhodnutí Tiptona: „Glenn se na vlastní pěst a bez konzultace s ostatními rozhodl, že většinu sól natočí sám, pár jich tedy nechá mě, abych se necítil jako páté kolo u vozu a basta. Moje role měla nově spočívat v soustředění se na rytmickou kytaru a kytarové harmonie, které nás definovaly mnoho let. Naneštěstí ostatní ani necekli. Rob s tím neměl problém, Ian jakbysmet, Les Binks sice vyslovil cosi proti, ale pak také kapituloval. A já abych nenaštval kapelu, jsem na tuto nespravedlnost přistoupil také. Teď toho samozřejmě lituji.“
K.K. Downing se po boku Judas Priest objevil ještě 5. listopadu 2022, kdy byli Judas Priest uvedeni do Rock 'n' Roll Hall of Fame, kde zahráli 3 skladby (Breaking The Law, You've Got Another Thing Comin' a Living After Midnight).

## KK´s Priest
V roce 2020 založil spolu s dalšími bývalými členy Judas Priest, Timem „Ripper“ Owensem (zpěv) a Les Binksem (bicí), kapelu KK's Priest. Debutové album Sermons of The Sinner vyšlo na 1. října 2021.
Druhé album s názvem The Sinner Rides Again vyšlo 29. září 2023 u vydavatelství Napalm Records.
KK´s Priest měli své debutové vystoupení 6. července 2023 ve městě Wolverhampton v hudebním klubu KK's Steel Mill, který patří právě Downingovi.

## Vybavení
Ze začátku Downing používal kytaru Gibson SG stejně jako Tipton, ale brzy hledal model kytary, který by se brzy stal jednou z ikon heavymetalové hudby a to je Gibson Flying V. Downing preferuje a používá menší krky u kytar.

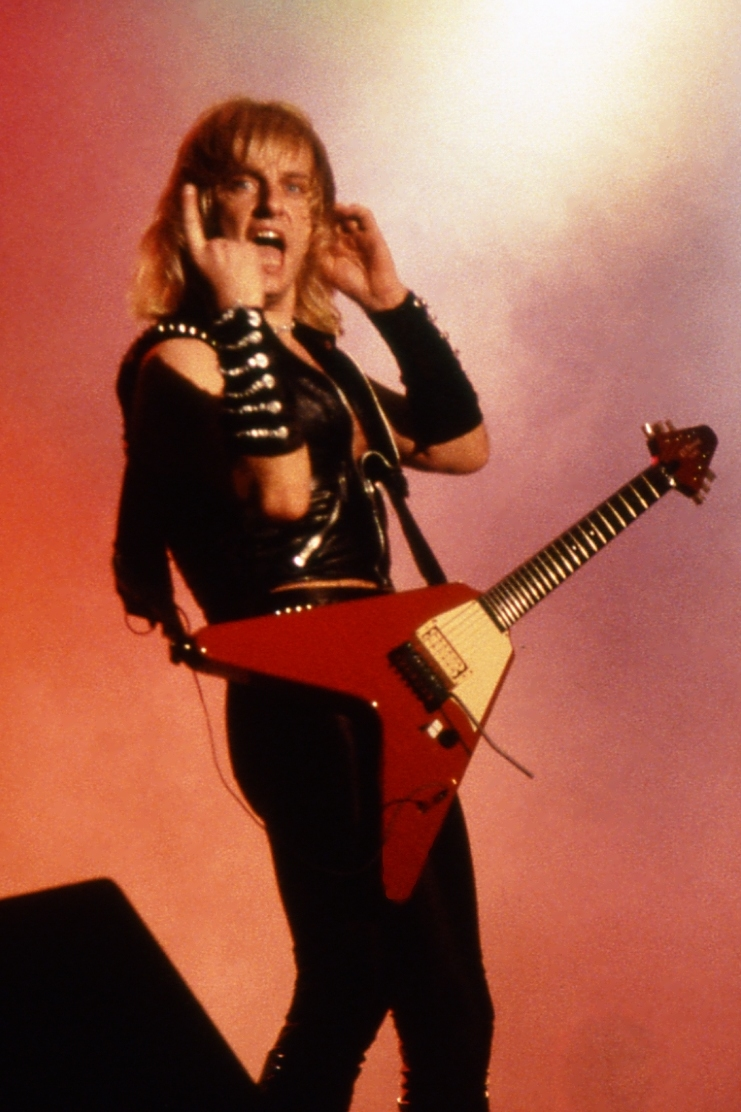
Downing v roce 1984.

Ze začátku 80. letech používal Downing i Fender Stratocaster, ale pak už se zaměřil pouze na kytary Flying V.
V roce 1984, Downing představil světu svůj nový model, značky Hamer Vector Custom s vysoce ziskovými snímači Hamer DiMarzio a kobylka Kahler, kdy Downing zpečetil jeho spojení se značkou na další roky. a jeho kolega Glenn Tipton později také spolupracoval se značkou.
Během alba "Turbo" a během turné v roce 1986, kdy Downing překvapil v té době zcela odlišným modelem značky Hamer, který byl známý jako "Mini-V". Tato kytara nebyl nikdo jiný než Hamer Sceptre V, podle specifikací umělce (kobylka Kahler, Hamer high-gain snímače a vroubkované pražce), kterou Hamer postavil exkluzivně pro Downinga dvě barvy bílá a červená a později modrá pro turné "Jugulator".
Během alba "Ram It Down" a před návratem k tvrdé image kapely Downing upravil své "Mini-V" přidáním cvočků do rohů kytary.
Model "Mini-V" používal neustále na všech turné od „Turbo“ po „Jugulator“ a za tu dobu byla kytara různě upravena, vyměnily se snímače za EMG '81 a odstranily se ovladače tónů. V roce 2001 Downing stáhl tuto kytaru pro jediné výhradní použití ve studiu, protože se obával o integritu svého oblíbeného živého nástroje, a tehdy se rozhodl pro následující turné "Demolition" vsadit na různé modely kytar. Tyto modely byly od ESP Guitars, kteří upravili model Kerryho Kinga a přizpůsobili jej specifikacím Downinga. Také pro toto turné měl dárek od svého kytarového technika, který mu vyrobil exkluzivní model Flying V v červené barvě a jehož hlavová část byla křížové logo kapely.
Pro turné "Angel Of Retribution" Hamer vyrobil exkluzivně pro Downinga další model, klasický model Flying V ve vzhledu Gibson Flying V '58, v červené barvě, se snímači EMG '81.
Nyní, když jeho spolupráce se značkou Hamer skončila, spojil Downing svou image s kytarovou značkou KxK (Kaufman Electric Guitars And Kaufman Acoustic Guitars), která dodnes vyniká výrobou zakázkových nástrojů.
Po celou svou kariéru používá reproboxy a zesilovače Marshall.

## Diskografie

### Judas Priest
- Rocka Rolla (1974)
- Sad Wings of Destiny (1976)
- Sin After Sin (1977)
- Stained Class (1978)
- Killing Machine (1978) (v USA vydáno s názvem Hell Bent for Leather)
- British Steel (1980)
- Point of Entry (1981)
- Screaming for Vengence (1982)
- Defenders of the Faith (1984)
- Turbo (1986)
- Ram It Down (1988)
- Painkiller (1990)
- Jugulator (1997)
- Demolition (2001)
- Angel of Retribution (2005)
- Nostradamus (2008)

### KK's Priest
- Sermons of The Sinner (2021)
- The Sinner Rides Again (2023)